# Ligorio López
Antonio Ligorio López Altamirano, né le 3 juillet 1933 au Mexique, est un joueur de football international mexicain qui évoluait au poste d'attaquant.

## Biographie

### Carrière en sélection
Avec l'équipe du Mexique, il joue 7 matchs et inscrit 2 buts entre 1957 et 1958. 
Il figure dans le groupe des sélectionnés lors de la Coupe du monde de 1958. Lors du mondial organisé en Suède, il joue deux matchs : contre le Pays de Galles puis contre la Hongrie.